# S1.5400

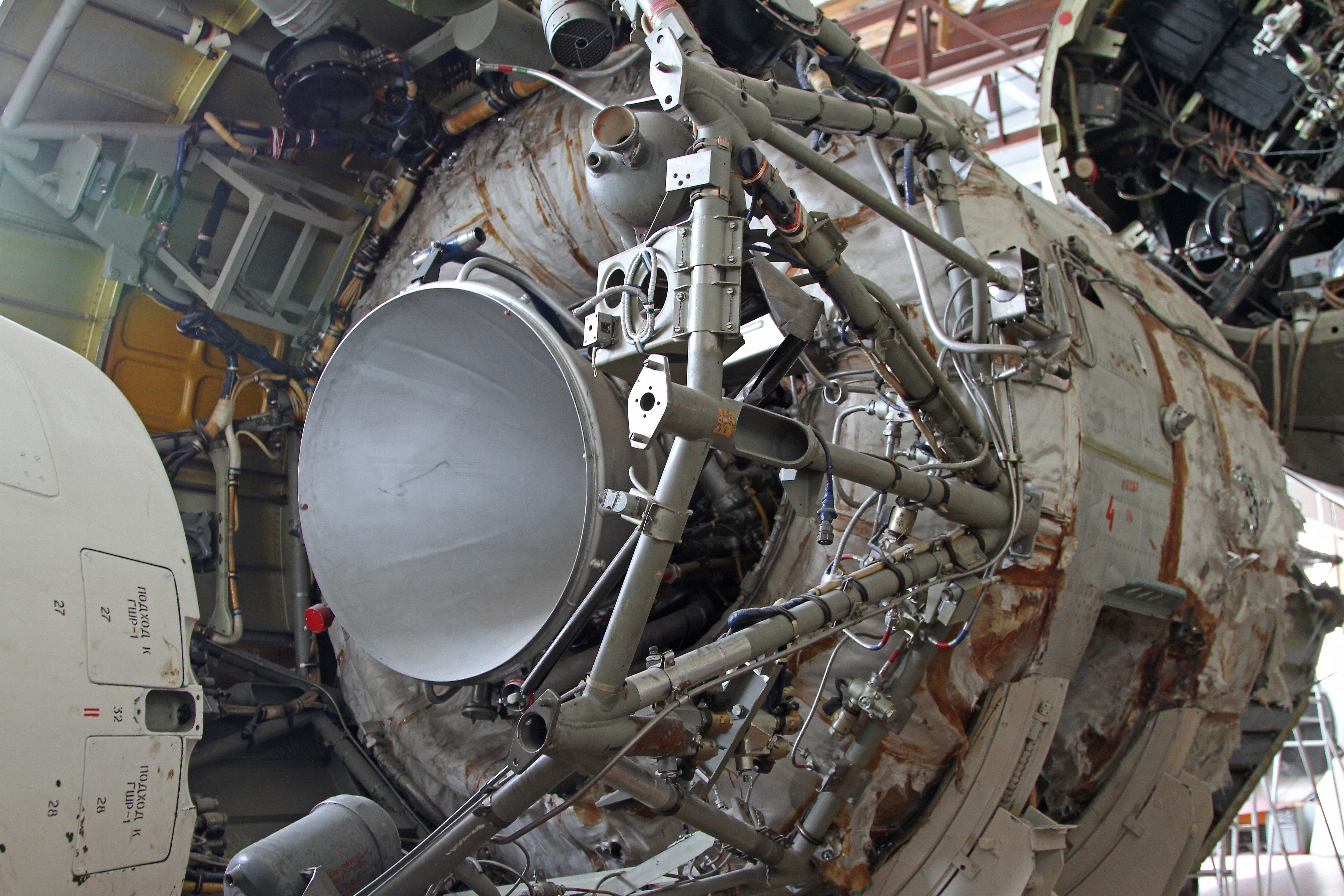
Bloc L dont émerge la tuyère du S1.5400.

Le S1.5400 (indice GRAU 11D33) est un moteur-fusée à ergols liquides soviétique de 7 tonnes de poussée utilisant un mélange d'ergols Kérosène de grade RG-1 / Oxygène liquide utilisé pour propulser l'étage supérieur Bloc L du lanceur Molnia. Il s'agit du premier moteur ayant mis en œuvre le cycle à combustion étagée présentant l'avantage d'une impulsion spécifique particulièrement élevée. Plus de 320 exemplaires de ce moteur conçu par l'OKB 1 ont volé entre 1960 et 2010, date du retrait du lanceur Molnia.

## Historique
Le moteur-fusée à ergols liquides S1.5400 (11D33) est le premier moteur utilisant le cycle à combustion étagée qui permettait d'obtenir une impulsion spécifique (rendement) élevée. Il est développé par le bureau d'études de Korolev  (OKB 1 aujourd'hui RKK Energia) entre 1958 et 1960 sous la direction de l'ingénieur V.M. Melnikov. Les principes de fonctionnement  avaient été mis au point dans le cadre de tests effectués au sol en 1958. Un pré-brûleur, utilisant les ergols du lanceur, génère des gaz chauds qui entraînent la turbopompe avant d'être injectés dans la chambre de combustion. Cette technique avancée mais plus complexe, innovation soviétique, permet d'obtenir une impulsion spécifique plus élevée (7 à 10%) que la technique du générateur de gaz utilisée jusque là. Le moteur S1.5400 est utilisé  à partir de 1960  sur l'étage supérieur Bloc L du lanceur Molnia  chargé de placer en orbite  les sondes spatiales du programme Venera et les satellites de télécommunications. Le moteur mis au point par l'OKB-1 est produit en série par l'OKB-2 de Alexeï Issaïev.
le moteur S1.5400 est utilisé  pour la première fois le 10 octobre 1960. La première version du moteur-fusée, utilisée entre 1960 et 1967 est l'une des premières causes du taux d'échec particulièrement élevé du lanceur Molnia (20 échecs sur 40 lancements). Cette version est utilisée pour placer sur une trajectoire interplanétaires les sondes spatiales Luna 4-14, Mars 1-3, Venera 1-8. À la suite d'une erreur de conception, la mise à feu du bloc de poudre BOZ chargé de lancer la turbopompe était inhibée dans une certaine configuration. L'origine de l'anomalie ne fut détectée qu'au bout de plusieurs années car le bloc L était mis à feu au-dessus de l'Océan Atlantique hors de portée des antennes de suivi soviétiques chargées de recueillir les télémesures. Une nouvelle version du lanceur fut développée pour corriger l'anomalie avec un bloc L emportant presque 2 tonnes d'ergols supplémentaires et un moteur S1.5400A aux performances légèrement améliorées. La première version est utilisée pour la dernière fois le 22 octobre 1967. 280 exemplaires de la version améliorée volent entre le 4 octobre 1965 et le 30 septembre 2010 (13 échecs).

## Caractéristiques techniques
Le moteur-fusée à ergols liquides S1.5400 est utilisé pour propulser l'étage supérieur Bloc L. Il brûle le mélange d'ergols Kérosène / Oxygène liquide. Le Bloc L est utilisé alors que le lanceur se trouve dans le vide spatial aussi pour lancer la turbopompe les ingénieurs soviétiques ont recours à une deuxième innovation : un petit propulseur à propergol solide (BOZ) est mis à feu brièvement avec deux objectifs. La poussée produite plaque les ergols, qui étaient dispersés dans les réservoirs par l'absence de gravité, contre le fond et garantit l'alimentation initiale du moteur. Par ailleurs les gaz produits par le bloc de poudre entrainent une petite turbine qui met en rotation la turbopompe. Celle-ci est entrainée par la suite par les gaz produits par une pré-chambre de combustion. Les gaz utilisés pour entrainer la turbopompe comme ceux accélérés par celle-ci sont injectés dans la chambre de combustion. La pression dans cette dernière est de 54 bars. L'orientation du moteur peut être modifiée de 3° ce qui permet de contrôler l'attitude du lanceur en lacet et en tangage. Le contrôle en roulis est pris en charge par deux moteurs auxiliaires de 100 newtons de poussée. Une fois que le moteur est démarré, le propulseur BOZ est largué. Le moteur S1.5400 une fois éteint ne peut pas être remis en marche. Il fonctionne durant 285 secondes dans la deuxième version déployée.
Deux versions du moteur ont été utilisées :
| Caractéristique                        | S1.5400 (11D33) | S1.5400A (11D33M) |
| -------------------------------------- | --------------- | ----------------- |
| Poussée                                | 67 kN           | 69 kN             |
| Impulsion spécifique                   | 340 s.          | 342 s.            |
| Durée de combustion                    | 192 s.          | 285 s.            |
| Pression dans la chambre de combustion | 53,5 bars       | 54 bars           |
| Masse                                  | 153 kg          | 148 kg            |
| Nombre d'exemplaires                   | 40              | 294               |
| Dates utilisation                      | 1960-1967       | 1965-2010         |